# Achillea ligustica
Achillea ligustica ist eine Pflanzenart aus der Gattung der Schafgarben (Achillea) in der Familie der Korbblütler (Asteraceae).

## Merkmale
Achillea ligustica ist ein ausdauernder Schaft-Hemikryptophyt, der Wuchshöhen von 30 bis 90 Zentimeter erreicht. Die Blätter sind 20 bis 30 × 15 Millimeter groß, eiförmig, flach und unregelmäßig zweifach fiederspaltig. Sie besitzen auf jeder Seite 5 bis 7 sparrig abstehende, unregelmäßig gelappte und 2 bis 3 Millimeter breite Fiedern. Die Schirmtraube ist locker und besteht aus über 25 Köpfen. Die Zungenblüten sind weiß. Die Zungen weisen eine Länge von 1,5 Millimeter auf.
Die Blütezeit reicht von Juni bis August.
Die Chromosomenzahl beträgt 2n = 18.

## Vorkommen
Achillea ligustica kommt im westlichen Mittelmeerraum vor, in Marokko, Algerien, Tunesien, Spanien, Frankreich, Italien, Sardinien, Korsika, Sizilien und Malta, Kroatien, Griechenland und Kreta. Die Art wächst in Phrygana und Grasfluren.

## Taxonomie
Synonyme für Achillea ligustica All. sind Achillea sylvatica Ten. und Achillea nobilis subsp. ligustica (All.) Bonnier.

## Belege
1. 1 2 3 4  Ralf Jahn, Peter Schönfelder: Exkursionsflora für Kreta. Mit Beiträgen von Alfred Mayer und Martin Scheuerer. Eugen Ulmer, Stuttgart (Hohenheim) 1995, ISBN 3-8001-3478-0, S. 315.
2. ↑  Achillea ligustica bei Tropicos.org. In: IPCN Chromosome Reports. Missouri Botanical Garden, St. Louis
3. 1 2  Werner Greuter (2006+): Compositae (pro parte majore). – In: W. Greuter & E. von Raab-Straube (ed.): Compositae. Euro+Med Plantbase - the information resource for Euro-Mediterranean plant diversity. 
Datenblatt Achillea ligustica In: Euro+Med Plantbase - the information resource for Euro-Mediterranean plant diversity.